# Posádnik
El Posádnik (Cirílico: посадник) era el alcalde de algunas ciudades y pueblos eslavos orientales. Los posádnik eran equivalentes a un estatúder, un presidente municipal o un podestà del medievo occidental, y los más notables fueron el de Nóvgorod y el de Pskov. El término viene del eslavo eclesiástico antiguo posaditi, puesto en el lugar, ya que el príncipe de Kiev originalmente los nombraba para gobernar en su nombre. A partir del siglo XII, empezaron a elegirse localmente.

## Nóvgorod

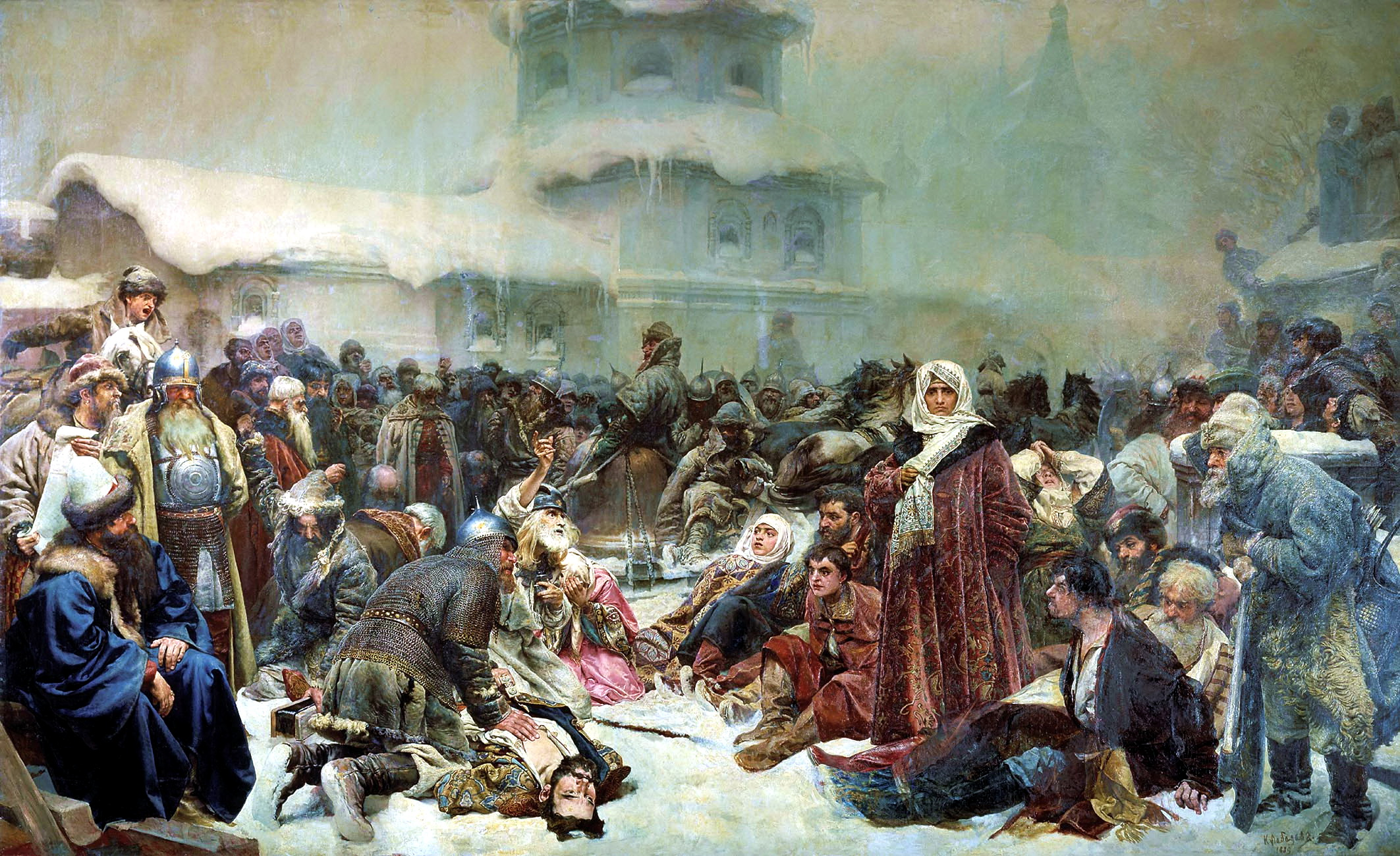
Marfa Borétskaya, viuda del posádnik de Nóvgorod, Isaac Boretsky (1438-39 y 1453), en "La destrucción del veche de Nóvgorod", por Klavdi Lébedev.

Al margen de las leyendas sobre posádniks como Gostomysl, que remonta al siglo IX, el término posádnik aparece por primera vez en la Crónica de Néstor hacia el año 997. Los primeros posádniks de Nóvgorod incluyen a Dobrynia (tío de Vladímir el Grande), su hijo Konstantín Dobrýnich y Ostromir, famoso por haber patrocinado el Evangeliario de Ostromir, uno de los primeros libros publicados en Rusia (albergado ahora en la Biblioteca Nacional de Rusia de San Petersburgo).
En la República de Nóvgorod, el posádnik de la ciudad era elegido entre los boyardos por el veche (asamblea pública). Las elecciones se efectuaban anualmente. Los boyardos de Nóvgorod se diferenciaban de los boyardos de otras tierras del Rus' en que la categoría no era como una casta, sino que cualquier mercader rico podría tener esperanzas razonables de llegar al rango de boyardo. Valentín Yanin, el mayor especialista soviético en la historia medieval de Nóvgorod, averiguó que la mayoría de los posádniks habían ocupado el cargo consecutivamente durante una década o más, pasando los cargos a sus hijos o a algún pariente cercano, hecho que indica la existencia de clanes de boyardos y que las elecciones no eran totalmente limpias y libres. La teoría de Yanin desafió la comprensión de los historiadores sobre la República de Nóvgorod, mostrando que era una república de boyardos con pocos o ningún elemento democrático. Estos estudios también dieron a conocer el gran poder que tenían los terranientes boyardos con respecto a los mercaderes y artesanos, que se pensaba que habían tenido un importante papel en la vida política de la ciudad. También cuestionó las impresiones de la mayoría de estudiosos. De todos modos, la interpretación de Yanin del gobierno de Nóvgorod como una oligarquía hereditaria no está universalmente aceptada.
Originalmente solo había un posádnik, pero gradulmente el cargo se amplió, de modo que a finales del período de la República, existían unos 24 posádniks. También había posádniks para cada uno de los barrios (llamados kontsý, plural de konéts, en ruso). La diversificación del cargo tiene su origen a mediados del siglo XIV, cuando el posádnik Ontsifor Lukínich implementó una serie de reformas. Los posádniks que se retiraban tomarían el título de stary posádnik (del ruso: старый посадник), "antiguo posádnik"), y el que estaba en el cargo, stepenny posádnik (en ruso: степенный посадник. De acuerdo a la reforma de 1416-17, el número de posádniks se triplicó y los stepenny posádniks pasaron a elegirse por seis meses. De esta manera, los diferentes clanes de boyardos podían compartir el poder y ninguno de ellos monopolizaría el poder o quedaría fuera del gobierno por haber perdido la elección. Tarde o temprano, esto diluyó el poder entre la aristocracia boyarda.
Algunos estudiosos han argumentado que el Arzobispado de Nóvgorod tomó el control de la ciudad por encima de las luchas que germinaron entre los clanes y su intento de liderazgo colectivo por consenso. La fragmentación del poder boyardo pudo debilitar a Nóvgorod en el siglo XV, y quizá explique la serie de derrotas contra el Principado de Moscú y la caída de la República.
El posádnik fue abolido juntamente con el veche cuando el Gran Príncipe Iván III de Moscú tomó la ciudad en 1478. De hecho, cuando el arzobispo Feofil de Nóvgorod (1470-1480) le preguntó el tipo de gobierno que tendría la ciudad, éste (hablando mediante el príncipe Patrikéyev) respondió: "No habrá campana del veche en nuestro patrimonio de Nóvgorod, no habrá ningún posádnik, y nos conduciremos nuestro propio gobierno".

## Pskov
Hubo 78 posádniks conocidos en Pskov entre 1308 y 1510. El cargo fue abolido en Pskov en 1510 cuando el Gran Príncipe Basilio III de Moscú tomó el control directo de la ciudad.